# Ziarnojadek bagienny
Ziarnojadek bagienny (Sporophila palustris) – gatunek małego ptaka z rodziny tanagrowatych (Thraupidae). Występuje w Ameryce Południowej. Jest zagrożony wyginięciem.

## Taksonomia
Gatunek został odkryty przez Waltera B. Barrowsa i opisany przez niego w 1883 roku pod nazwą Spermophila palustris. Obecnie jest umieszczany w rodzaju Sporophila. Nie wyróżnia się podgatunków.

## Morfologia
Długość ciała około 10 cm. Występuje wyraźny dymorfizm płciowy w upierzeniu. Samiec ma białe gardło, policzki i górną część piersi, silnie kontrastujące z rudokasztanową dolną częścią spodu ciała i kuprem. Szary wierzch głowy i płaszcz. Skrzydła i ogon nieco ciemniejsze, z jaśniejszymi obrzeżeniami. Biała łata u nasady lotek I rzędu. Samice podobne do innych samic rodzaju Sporophila.

## Występowanie i środowisko
Ziarnojadek bagienny gniazduje na wilgotnych łąkach i bagnach nizinnych obszarów Argentyny, Urugwaju, skrajnie południowej Brazylii (Rio Grande do Sul), być może także południowo-wschodniego Paragwaju. W okresie zimowym migruje na niewielkie odległości na północ – na łąki południowej Brazylii, prawdopodobnie także północno-wschodniego Paragwaju, gdzie jednak odnotowano niewiele stwierdzeń.

## Status i ochrona
W Czerwonej księdze gatunków zagrożonych IUCN ziarnojadek bagienny klasyfikowany jest jako gatunek zagrożony (EN, Endangered) nieprzerwanie od 1994 roku. Populacja wstępnie szacowana jest na 600–1700 dorosłych osobników. Szacuje się, że populacja systematycznie maleje z powodu zawężania się, fragmentacji i zanikania jego naturalnych siedlisk oraz wyłapywania ptaków w celach ich sprzedaży hodowcom.
Ostojami ptaków IBA, w których występuje ten gatunek, są według BirdLife International m.in.: w Argentynie – Park Narodowy Chaco, Park Narodowy Mburucuyá i Park Narodowy El Palmar, w Urugwaju – łąki i bagna w basenie Rio Negro, łąki Bella Unión, w Paragwaju – Park Narodowy San Rafael, a w Brazylii – Park Narodowy Emas, Monumento Natural das Árvores Fossilizadas do Tocantins.